# 黒川ダム (富山県)
黒川ダム（くろかわダム）は、富山県富山市、一級河川・神通川水系黒川に建設される予定であったダム建設計画。
高さ74.0メートルの重力式コンクリートダムで、洪水調節・不特定利水を目的とする、富山県営の流水型ダムになる予定であった。

## 歴史
黒川および本流の熊野川では、1969年（昭和44年）8月洪水において、破堤、堤防決壊、家屋浸水、田畑冠水等の甚大な被害が発生した。
その後も大きな洪水に見舞われ、さらに沿岸の富山市や旧大山町で市街化が進み、洪水被害は増加の傾向をみせるようになった。そのため、抜本的な治水計画が強く望まれるようになった。
1979年（昭和54年）4月4日、神通川水系工事実施基本計画の改定がなされ、この計画では神通大橋での基本高水のピーク流水を9700立方メートル毎秒、計画高水流量を7700m立方メートル毎秒とし、上流11のダム群で調節することとした。黒川ダムは、これらの計画の一環として、黒川、熊野川の洪水調節のために計画されたものである。
黒川の沿岸は、耕地としてすべて高度に利用されており、市街地周辺では住宅が密集し、用地の取得が困難であり、河川拡幅による再改修は不可能と判断された。そのため、ダムによる治水が最も意義があり経済的な状況であった。
また、黒川は富山市、旧大山町の耕地等に対する水源として広く利用されているが、1968年、1973年等の夏期において、しばしば深刻な水不足に見舞われていたため、流水の正常な機能の維持をはかる必要があった。このように、治水はもとより、利水においても早急な対策が望まれており、黒川ダム計画には大きな期待が寄せられていた。
1973年、総事業費147億円、昭和69年（1994年）完成予定の事業計画が策定された。翌年、1974年からは地形調査、地権者説明会、地権者連絡協議会設立等が行われ、計画は順調に進んでいった。
1986年からは、ダムによって水没予定である県道の付替道路の測量が始まり、一部工事着手された。その後も、測量、道路拡幅、山地の買収交渉などが順調に進められた。
だが、水没予定地区に住む、一人の住人との交渉がうまく進まず、ダム工事着手は先送りとなっていった。用地買収は難航したが、工事用道路の建設等は進み、1990年には貂飛トンネルが開通、1996年には新瀬戸橋が完成した。
しかし、長野県の脱ダム宣言など、全国で公共事業の見直しが始まり、1999年 - 2002年に事業改廃評価委員会審議が行われた。その結果、2002年、黒川ダム建設は当面休止となった。